# Phyllocycla argentina
Phyllocycla argentina är en trollsländeart som först beskrevs av Hagen in Selys 1878.  Phyllocycla argentina ingår i släktet Phyllocycla och familjen flodtrollsländor. Inga underarter finns listade i Catalogue of Life.